# VM i ishockey 2005
Verdensmesterskabet i ishockey 2005 var det 69. verdensmesterskab i ishockey gennem tiden. Mesterskabet blev afgjort i flere niveauer. Det egentlige verdensmesterskab (A-VM) med deltagelse af de 16 bedste hold blev spillet i Wien og Innsbruck, Østrig i perioden 30. april – 15. maj 2005.
De 12 næstbedste hold spillede VM i 1. division (B-VM) i to grupper i hhv. Ungarn og Holland. 2. Division (C-VM) blev spillet i to grupper i hhv. Kroatien og Serbien og Montenegro, mens 3. division (D-VM) afvikledes i Mexico.

## VM
Det egentlige VM (A-VM) blev spillet i Østrig i perioden 30. april – 15. maj 2005. To ishockeyhaller blev anvendt: Wiener Stadthalle i Wien og det olympiske ishockeycenter i Innsbruck.
16 lande deltog i mesterskabet. Heraf havde de 14 hold kvalificeret sig ved at slutte som de 14 bedste ved VM i ishockey 2004. De sidste to lande, Hviderusland og Slovenien, havde kvalificeret sig ved at vinde hver deres 1. divisionsgruppe ved VM 2004.

### Indledende runde
De 16 lande var ved lodtrækning blevet inddelt i fire grupper á fire hold. De tre bedste fra hver gruppe gik videre til mellemrunden, mens det dårligste hold fra hver gruppe fortsatte i nedrykningsspillet.
| Dato  | Kamp                     | Res. | Perioder      |
| ----- | ------------------------ | ---- | ------------- |
| 30.4. | Rusland - Østrig         | 4-2  | 1-1, 1-0, 2-1 |
| 30.4. | Slovakiet - Hviderusland | 2-1  | 0-0, 0-0, 2-1 |
| 2.5.  | Slovakiet - Rusland      | 3-3  | 1-0, 1-2, 1-1 |
| 2.5.  | Hviderusland - Østrig    | 5-0  | 1-0, 2-0, 2-0 |
| 4.5.  | Rusland - Hviderusland   | 2-0  | 0-0, 1-0, 1-0 |
| 4.5.  | Østrig - Slovakiet       | 1-8  | 0-1, 0-2, 1-5 |

| Gruppe A     | Kampe | Mål  | Point |
| ------------ | ----- | ---- | ----- |
| Slovakiet    | 3     | 13-5 | 5     |
| Rusland      | 3     | 9-5  | 5     |
| Hviderusland | 3     | 6-4  | 2     |
| Østrig       | 3     | 3-17 | 0     |

| Dato  | Kamp                | Res. | Perioder      |
| ----- | ------------------- | ---- | ------------- |
| 30.4. | Letland - Canada    | 4-6  | 1-1, 1-4, 2-1 |
| 1.5.  | USA - Slovenien     | 7-0  | 3-0, 2-0, 2-0 |
| 3.5.  | Canada - Slovenien  | 8-0  | 3-0, 2-0, 3-0 |
| 3.5.  | USA - Letland       | 3-1  | 0-1, 1-0, 2-0 |
| 5.5.  | Slovenien - Letland | 1-3  | 0-1, 1-1, 0-1 |
| 5.5.  | Canada - USA        | 3-1  | 0-0, 2-1, 1-0 |

| Gruppe B  | Kampe | Mål  | Point |
| --------- | ----- | ---- | ----- |
| Canada    | 3     | 17-5 | 6     |
| USA       | 3     | 11-4 | 4     |
| Letland   | 3     | 8-10 | 2     |
| Slovenien | 3     | 1-18 | 0     |

| Dato  | Kamp              | Res. | Perioder      |
| ----- | ----------------- | ---- | ------------- |
| 30.4. | Finland - Danmark | 2-1  | 1-0, 0-0, 1-1 |
| 1.5.  | Ukraine - Sverige | 2-3  | 0-2, 2-0, 0-1 |
| 2.5.  | Finland - Ukraine | 4-1  | 1-0, 2-1, 1-0 |
| 2.5.  | Sverige - Danmark | 7-0  | 2-0, 3-0, 2-0 |
| 4.5.  | Danmark - Ukraine | 1-2  | 0-0, 1-1, 0-1 |
| 4.5.  | Sverige - Finland | 5-1  | 2-1, 2-0, 1-0 |

| Gruppe C | Kampe | Mål  | Point |
| -------- | ----- | ---- | ----- |
| Sverige  | 3     | 15-3 | 6     |
| Finland  | 3     | 7-7  | 4     |
| Ukraine  | 3     | 5-8  | 2     |
| Danmark  | 3     | 2-11 | 0     |

| Dato | Kamp                  | Res. | Perioder      |
| ---- | --------------------- | ---- | ------------- |
| 1.5. | Schweiz - Tjekkiet    | 1-3  | 1-2, 0-0, 0-1 |
| 1.5. | Tyskland - Kasakhstan | 1-2  | 0-2, 1-0, 0-0 |
| 3.5. | Kasakhstan - Schweiz  | 1-2  | 1-1, 0-0, 0-1 |
| 3.5. | Tjekkiet - Tyskland   | 2-0  | 1-0, 0-0, 1-0 |
| 5.5. | Tjekkiet - Kasakhstan | 1-0  | 0-0, 1-0, 0-0 |
| 5.5. | Tyskland - Schweiz    | 1-5  | 1-1, 0-1, 0-3 |

| Gruppe D   | Kampe | Mål | Point |
| ---------- | ----- | --- | ----- |
| Tjekkiet   | 3     | 6-1 | 6     |
| Schweiz    | 3     | 8-5 | 4     |
| Kasakhstan | 3     | 3-4 | 2     |
| Tyskland   | 3     | 2-9 | 0     |

### Mellemrunde
De tre bedste fra hver indledende gruppe gik videre til mellemrunden, hvor holdene fra gruppe A og D samledes i gruppe E, mens holdene fra gruppe B og C samledes i gruppe F. Resultaterne fra den indledende runde blev taget med til mellemrunden. De fire bedste hold i hver gruppe gik videre til kvartfinalerne.
| Dato  | Kamp                      | Res. | Perioder      |
| ----- | ------------------------- | ---- | ------------- |
| 6.5.  | Rusland - Schweiz         | 3-3  | 2-2, 1-1, 0-0 |
| 7.5.  | Hviderusland - Kasakhstan | 2-0  | 0-0, 1-0, 1-0 |
| 7.5.  | Slovakiet - Tjekkiet      | 1-5  | 0-2, 1-3, 0-0 |
| 8.5.  | Slovakiet - Schweiz       | 3-1  | 0-0, 2-1, 1-0 |
| 8.5.  | Tjekkiet - Rusland        | 1-2  | 1-0, 0-1, 0-1 |
| 9.5.  | Rusland - Kasakhstan      | 3-1  | 0-0, 3-0, 0-1 |
| 9.5.  | Schweiz - Hviderusland    | 2-0  | 1-0, 0-0, 1-0 |
| 10.5. | Kasakhstan - Slovakiet    | 1-3  | 1-1, 0-1, 0-1 |
| 10.5. | Tjekkiet - Hviderusland   | 5-1  | 1-0, 2-1, 2-0 |

| Gruppe E     | Kampe | Mål   | Point |
| ------------ | ----- | ----- | ----- |
| Rusland      | 5     | 13-8  | 8     |
| Tjekkiet     | 5     | 15-5  | 8     |
| Slovakiet    | 5     | 12-11 | 7     |
| Schweiz      | 5     | 9-10  | 5     |
| Hviderusland | 5     | 4-11  | 2     |
| Kasakhstan   | 5     | 3-11  | 0     |

| Dato  | Kamp              | Res. | Perioder      |
| ----- | ----------------- | ---- | ------------- |
| 6.5.  | USA - Finland     | 4-4  | 1-1, 0-0, 3-3 |
| 7.5.  | Letland - Ukraine | 3-0  | 0-0, 1-0, 2-0 |
| 7.5.  | Canada - Sverige  | 4-5  | 2-1, 1-3, 1-1 |
| 8.5.  | Canada - Finland  | 3-3  | 0-1, 1-1, 2-1 |
| 8.5.  | Sverige - USA     | 1-5  | 0-1, 0-2, 1-2 |
| 9.5.  | USA - Ukraine     | 1-1  | 0-0, 0-1, 1-0 |
| 9.5.  | Finland - Letland | 0-0  | 0-0, 0-0, 0-0 |
| 10.5. | Ukraine - Canada  | 1-2  | 1-1, 0-0, 0-1 |
| 10.5. | Sverige - Letland | 9-1  | 3-0, 2-0, 4-1 |

| Gruppe F | Kampe | Mål   | Point |
| -------- | ----- | ----- | ----- |
| Sverige  | 5     | 23-13 | 8     |
| Canada   | 5     | 18-14 | 7     |
| USA      | 5     | 14-10 | 6     |
| Finland  | 5     | 12-13 | 5     |
| Letland  | 5     | 9-18  | 3     |
| Ukraine  | 5     | 5-13  | 1     |

### Slutspil
| Dato         | Kamp               | Res. | Perioder                |
| ------------ | ------------------ | ---- | ----------------------- |
| Kvartfinaler |                    |      |                         |
| 12.5.        | Tjekkiet - USA     | 3-2  | 0-1, 0-1, 2-0, 0-0, 1-0 |
| 12.5.        | Canada - Slovakiet | 5-4  | 2-2, 1-1, 2-1           |
| 12.5.        | Rusland - Finland  | 4-3  | 2-3, 1-0, 0-0, 0-0, 1-0 |
| 12.5.        | Sverige - Schweiz  | 2-1  | 1-1, 1-0, 0-0           |
| Semifinaler  |                    |      |                         |
| 14.5.        | Rusland - Canada   | 3-4  | 0-3, 2-1, 1-0           |
| 14.5.        | Sverige - Tjekkiet | 2-3  | 0-0, 1-1, 1-1, 0-1      |
| Bronzekamp   |                    |      |                         |
| 15.5.        | Sverige - Rusland  | 3-6  | 2-3, 0-3, 1-0           |
| Finale       |                    |      |                         |
| 15.5.        | Tjekkiet - Canada  | 3-0  | 1-0, 0-0, 2-0           |

### Nedrykningsspil
De fire hold, der sluttede på sidstepladsen i de fire indledende grupper, spillede nedrykningsspil. De to bedste hold kvalificerede sig til næste VM, mens de to dårligste "rykkede ned" i 1. division.
Gruppe G
| Dato  | Kamp                 | Res. | Perioder      |
| ----- | -------------------- | ---- | ------------- |
| 6.5.  | Tyskland - Østrig    | 2-2  | 2-0, 0-1, 0-1 |
| 6.5.  | Slovenien - Danmark  | 4-3  | 0-3, 1-0, 3-0 |
| 8.5.  | Danmark - Østrig     | 4-3  | 1-3, 2-0, 1-0 |
| 9.5.  | Slovenien - Tyskland | 1-9  | 0-3, 0-5, 1-1 |
| 10.5. | Tyskland - Danmark   | 2-3  | 1-1, 1-1, 0-1 |
| 11.5. | Østrig - Slovenien   | 2-6  | 1-0, 0-3, 1-3 |

| Gruppe G  | Kampe | Mål   | Point |
| --------- | ----- | ----- | ----- |
| Slovenien | 3     | 11-14 | 4     |
| Danmark   | 3     | 10-9  | 4     |
| Tyskland  | 3     | 13-6  | 3     |
| Østrig    | 3     | 7-12  | 1     |

Resultaterne betød, at Tyskland og Østrig rykkede ned i 1. division.

### Danmarks trup
| Pos. | Nr. | Spiller               | Hold                      |
| ---- | --- | --------------------- | ------------------------- |
| M    | 1   | Simon Nielsen         | Herning Blue Fox          |
| M    | 30  | Michael Madsen        | Herlev Hornets            |
| M    | 31  | Peter Hirsch          | Nordsjælland Cobras       |
| B    | 7   | Jesper Damgaard       | MODO Hockey               |
| B    | 14  | Mads Bech Christensen | Frederikshavn White Hawks |
| B    | 20  | Christian Schioldan   | Frederikshavn White Hawks |
| B    | 23  | Frederik Åkesson      | AaB Ishockey              |
| B    | 25  | Andreas Andreasen     | EfB Ishockey              |
| B    | 26  | Morten Dahlmann       | Nordsjælland Cobras       |
| B    | 47  | Thomas Johnsen        | Nordsjælland Cobras       |
| B    | 55  | Mads Møller           | AaB Ishockey              |
| F    | 8   | Thor Dresler          | Herlev Hornets            |
| F    | 9   | Kasper Degn           | Nordsjælland Cobras       |
| F    | 10  | Bo Nordby Andersen    | AaB Ishockey              |
| F    | 11  | Lasse Degn            | Nordsjælland Cobras       |
| F    | 12  | Peter Regin           | Timrå IK                  |
| F    | 13  | Morten Green          | MODO Hockey               |
| F    | 15  | Frans Nielsen         | Timrå IK                  |
| F    | 16  | Christoffer Kjærgaard | Herning Blue Fox          |
| F    | 17  | Jannik Hansen         | Rødovre Mighty Bulls      |
| F    | 19  | Kim Staal             | Malmö Redhawks            |
| F    | 21  | Michael Smidt         | Rødovre Mighty Bulls      |
| F    | 22  | Mike Grey             | Frederikshavn White Hawks |
| F    | 32  | Mads True             | Odense Bulldogs           |
| F    | 33  | Nicolas Monberg       | Nordsjælland Cobras       |

## 1. division
De 12 næstbedste hold spillede om verdensmesterskabet i 1. division (B-VM). Holdene var inddelt i to grupper, der spillede alle-mod-alle, og de to gruppevindere kvalificerede sig til næste års A-VM. De to hold, der sluttede på sidstepladsen i hver gruppe, rykkede ned i 2. division.
Gruppe A blev spillet i Debrecen, Ungarn, mens gruppe B blev afviklet i Eindhoven, Holland.
| Gruppe A       | Kampe | Mål   | Point |
| -------------- | ----- | ----- | ----- |
| Norge          | 5     | 43-8  | 9     |
| Polen          | 5     | 16-8  | 7     |
| Ungarn         | 5     | 15-6  | 6     |
| Japan          | 5     | 14-14 | 4     |
| Storbritannien | 5     | 19-15 | 4     |
| Kina           | 5     | 5-61  | 0     |

| Gruppe B | Kampe | Mål   | Point |
| -------- | ----- | ----- | ----- |
| Italien  | 5     | 17-3  | 9     |
| Frankrig | 5     | 16-9  | 7     |
| Holland  | 5     | 13-11 | 5     |
| Estland  | 5     | 16-15 | 5     |
| Litauen  | 5     | 16-17 | 4     |
| Rumænien | 5     | 7-30  | 0     |

Dermed kvalificerede Norge og Italien sig til A-VM 2006, mens Kina og Rumænien rykkede ned i 2. division.

## 2. division
De 12 tredjebedste hold spillede om verdensmesterskabet i 2. division (C-VM). Holdene var inddelt i to grupper, der spillede alle-mod-alle, og de to gruppevindere kvalificerede sig til næste års VM i 1. division. De to hold, der sluttede på sidstepladsen i hver gruppe, rykkede ned i 3. division.
Gruppe A blev spillet i Zagreb, Kroatien, mens gruppe B blev afviklet i Beograd, Serbien og Montenegro.
| Gruppe A    | Kampe | Mål   | Point |
| ----------- | ----- | ----- | ----- |
| Kroatien    | 5     | 46-6  | 10    |
| Australien  | 5     | 34-5  | 8     |
| Sydkorea    | 5     | 26-9  | 6     |
| Bulgarien   | 5     | 22-26 | 4     |
| New Zealand | 5     | 14-31 | 2     |
| Tyrkiet     | 5     | 5-70  | 0     |

| Gruppe B             | Kampe | Mål   | Point |
| -------------------- | ----- | ----- | ----- |
| Israel               | 5     | 34-11 | 9     |
| Serbien & Montenegro | 5     | 35-12 | 8     |
| Nordkorea            | 5     | 27-14 | 7     |
| Belgien              | 5     | 10-24 | 4     |
| Spanien              | 5     | 9-34  | 2     |
| Island               | 5     | 6-26  | 0     |

Dermed kvalificerede Kroatien og Israel sig til VM i 1. division året efter, mens Tyrkiet og Island rykkede ned i 3. division.

## 3. division
VM i 3. division blev spillet i Mexico City, Mexico. De to bedste hold rykkede op i 2. division.
| 3. division | Kampe | Mål   | Point |
| ----------- | ----- | ----- | ----- |
| Mexico      | 4     | 60-3  | 8     |
| Sydafrika   | 4     | 47-12 | 5     |
| Luxembourg  | 4     | 49-16 | 4     |
| Irland      | 4     | 32-20 | 3     |
| Armenien    | 4     | 5-142 | 0     |

Dermed kvalificerede Mexico og Sydafrika sig til det efterfølgende VM i 2. division (C-VM).

## Samlet rangering
| VM     | VM           |
| ------ | ------------ |
| Guld   | Tjekkiet     |
| Sølv   | Canada       |
| Bronze | Rusland      |
| 4.     | Sverige      |
| 5.     | Slovakiet    |
| 6.     | USA          |
| 7.     | Finland      |
| 8.     | Schweiz      |
| 9.     | Letland      |
| 10.    | Hviderusland |
| 11.    | Ukraine      |
| 12.    | Kasakhstan   |
| 13.    | Slovenien    |
| 14.    | Danmark      |
| 15.    | Tyskland     |
| 16.    | Østrig       |

| 1. division | 1. division    |
| ----------- | -------------- |
| 17.         | Norge          |
| 18.         | Italien        |
| 19.         | Polen          |
| 20.         | Frankrig       |
| 21.         | Ungarn         |
| 22.         | Holland        |
| 23.         | Estland        |
| 24.         | Japan          |
| 25.         | Storbritannien |
| 26.         | Litauen        |
| 27.         | Rumænien       |
| 28.         | Kina           |

| 2. division | 2. division     |
| ----------- | --------------- |
| 29.         | Kroatien        |
| 30.         | Israel          |
| 31.         | Australien      |
| 32.         | Serbien & Mont. |
| 33.         | Nordkorea       |
| 34.         | Sydkorea        |
| 35.         | Bulgarien       |
| 36.         | Belgien         |
| 37.         | New Zealand     |
| 38.         | Spanien         |
| 39.         | Island          |
| 40.         | Tyrkiet         |

| 3. division | 3. division |
| ----------- | ----------- |
| 41.         | Mexico      |
| 42.         | Sydafrika   |
| 43.         | Luxembourg  |
| 44.         | Irland      |
| 45.         | Armenien    |